# Grand Prix Hiszpanii 2025
Grand Prix Hiszpanii 2025, oficjalnie Formula 1 Aramco Gran Premio de España 2025 – dziewiąta runda Mistrzostw Świata Formuły 1 w sezonie 2025. Grand Prix odbyło się w dniach 30 maja–1 czerwca 2025 na torze Circuit de Barcelona-Catalunya w Montmeló. Hat trick w postaci zdobycia pole position, wygrania wyścigu oraz uzyskania najszybszego okrążenia zdobył Oscar Piastri (McLaren). Na podium stanęli również Lando Norris (McLaren) i Charles Leclerc (Ferrari).

## Lista startowa
Po kwalifikacjach Lance Stroll wycofał się z udziału w wydarzeniu z powodu bólu w ręce i nadgarstku.
Na niebieskim tle kierowcy biorący udział jedynie w piątkowych treningach. Na czerwonym tle kierowcy wycofani z weekendu wyścigowego.
| Nr          | Kierowca              | Zespół                             | Samochód                          | Silnik              | Opony |
| ----------- | --------------------- | ---------------------------------- | --------------------------------- | ------------------- | ----- |
| 1           | Max Verstappen        | Oracle Red Bull Racing             | Red Bull Racing RB21              | Honda RBPTH002      | P     |
| 4           | Lando Norris          | McLaren Formula 1 Team             | McLaren MCL39                     | Mercedes-AMG F1 M16 | P     |
| 5           | Gabriel Bortoleto     | Kick Sauber F1 Team                | Kick Sauber C45                   | Ferrari 066/12      | P     |
| 6           | Isack Hadjar          | Visa Cash App Racing Bulls F1 Team | Racing Bulls VCARB 02             | Honda RBPTH002      | P     |
| 10          | Pierre Gasly          | BWT Alpine F1 Team                 | Alpine A525                       | Renault E-Tech RE25 | P     |
| 12          | Andrea Kimi Antonelli | Mercedes-AMG PETRONAS F1 Team      | Mercedes-AMG F1 W16 E Performance | Mercedes-AMG F1 M16 | P     |
| 14          | Fernando Alonso       | Aston Martin Aramco F1 Team        | Aston Martin AMR25                | Mercedes-AMG F1 M16 | P     |
| 16          | Charles Leclerc       | Scuderia Ferrari HP                | Ferrari SF-25                     | Ferrari 066/12      | P     |
| 18          | Lance Stroll          | Aston Martin Aramco F1 Team        | Aston Martin AMR25                | Mercedes-AMG F1 M16 | P     |
| 22          | Yūki Tsunoda          | Oracle Red Bull Racing             | Red Bull Racing RB21              | Honda RBPTH002      | P     |
| 23          | Alexander Albon       | Atlassian Williams Racing          | Williams FW47                     | Mercedes-AMG F1 M16 | P     |
| 27          | Nico Hülkenberg       | Kick Sauber F1 Team                | Kick Sauber C45                   | Ferrari 066/12      | P     |
| 30          | Liam Lawson           | Visa Cash App Racing Bulls F1 Team | Racing Bulls VCARB 02             | Honda RBPTH002      | P     |
| 31          | Esteban Ocon          | MoneyGram Haas F1 Team             | Haas VF-25                        | Ferrari 066/12      | P     |
| 43          | Franco Colapinto      | BWT Alpine F1 Team                 | Alpine A525                       | Renault E-Tech RE25 | P     |
| 44          | Lewis Hamilton        | Scuderia Ferrari HP                | Ferrari SF-25                     | Ferrari 066/12      | P     |
| 45          | Victor Martins        | Atlassian Williams Racing          | Williams FW47                     | Mercedes-AMG F1 M16 | P     |
| 50          | Ryō Hirakawa          | MoneyGram Haas F1 Team             | Haas VF-25                        | Ferrari 066/12      | P     |
| 55          | Carlos Sainz Jr.      | Atlassian Williams Racing          | Williams FW47                     | Mercedes-AMG F1 M16 | P     |
| 63          | George Russell        | Mercedes-AMG PETRONAS F1 Team      | Mercedes-AMG F1 W16 E Performance | Mercedes-AMG F1 M16 | P     |
| 81          | Oscar Piastri         | McLaren Formula 1 Team             | McLaren MCL39                     | Mercedes-AMG F1 M16 | P     |
| 87          | Oliver Bearman        | MoneyGram Haas F1 Team             | Haas VF-25                        | Ferrari 066/12      | P     |
| Źródło: FIA |                       |                                    |                                   |                     |       |

## Wyniki

### Najlepsze czasy sesji treningowych
| Sesja       | Nr | Kierowca      | Konstruktor      | Czas     | Okr. |
| ----------- | -- | ------------- | ---------------- | -------- | ---- |
| 1           | 4  | Lando Norris  | McLaren-Mercedes | 1:13,718 | 29   |
| 2           | 81 | Oscar Piastri | McLaren-Mercedes | 1:12,760 | 28   |
| 3           | 81 | Oscar Piastri | McLaren-Mercedes | 1:12,387 | 14   |
| Źródło: FIA |    |               |                  |          |      |

### Kwalifikacje
| P                    | Nr | Kierowca              | Konstruktor                  | Czasy w kwalifikacjach | Czasy w kwalifikacjach | Czasy w kwalifikacjach | Poz. s. |
| P                    | Nr | Kierowca              | Konstruktor                  | Q1                     | Q2                     | Q3                     | Poz. s. |
| -------------------- | -- | --------------------- | ---------------------------- | ---------------------- | ---------------------- | ---------------------- | ------- |
| 1                    | 81 | Oscar Piastri         | McLaren-Mercedes             | 1:12,551               | 1:11,998               | 1:11,546               | 1       |
| 2                    | 4  | Lando Norris          | McLaren-Mercedes             | 1:12,799               | 1:12,056               | 1:11,755               | 2       |
| 3                    | 1  | Max Verstappen        | Red Bull Racing-Honda RBPT   | 1:12,798               | 1:12,358               | 1:11,848               | 3       |
| 4                    | 63 | George Russell        | Mercedes                     | 1:12,806               | 1:12,407               | 1:11,848               | 4       |
| 5                    | 44 | Lewis Hamilton        | Ferrari                      | 1:13,058               | 1:12,447               | 1:12,045               | 5       |
| 6                    | 12 | Andrea Kimi Antonelli | Mercedes                     | 1:12,815               | 1:12,585               | 1:12,111               | 6       |
| 7                    | 16 | Charles Leclerc       | Ferrari                      | 1:13,014               | 1:12,495               | 1:12,131               | 7       |
| 8                    | 10 | Pierre Gasly          | Alpine-Renault               | 1:13,081               | 1:12,611               | 1:12,199               | 8       |
| 9                    | 6  | Isack Hadjar          | Racing Bulls-Honda RBPT      | 1:13,139               | 1:12,461               | 1:12,252               | 9       |
| 10                   | 14 | Fernando Alonso       | Aston Martin Aramco-Mercedes | 1:13,102               | 1:12,523               | 1:12,284               | 10      |
| 11                   | 23 | Alexander Albon       | Williams-Mercedes            | 1:13,044               | 1:12,641               |                        | 11      |
| 12                   | 5  | Gabriel Bortoleto     | Kick Sauber-Ferrari          | 1:13,045               | 1:12,756               |                        | 12      |
| 13                   | 30 | Liam Lawson           | Racing Bulls-Honda RBPT      | 1:13,039               | 1:12,763               |                        | 13      |
| 14                   | 18 | Lance Stroll          | Aston Martin Aramco-Mercedes | 1:13,038               | 1:13,058               |                        | –       |
| 15                   | 87 | Oliver Bearman        | Haas-Ferrari                 | 1:13,074               | 1:13,315               |                        | 14      |
| 16                   | 27 | Nico Hülkenberg       | Kick Sauber-Ferrari          | 1:13,190               |                        |                        | 15      |
| 17                   | 31 | Esteban Ocon          | Haas-Ferrari                 | 1:13,201               |                        |                        | 16      |
| 18                   | 55 | Carlos Sainz Jr.      | Williams-Mercedes            | 1:13,203               |                        |                        | 17      |
| 19                   | 43 | Franco Colapinto      | Alpine-Renault               | 1:13,334               |                        |                        | 18      |
| 20                   | 22 | Yūki Tsunoda          | Red Bull Racing-Honda RBPT   | 1:13,385               |                        |                        | PL      |
| 107% czasu: 1:17,629 |    |                       |                              |                        |                        |                        |         |
| Źródło: FIA          |    |                       |                              |                        |                        |                        |         |

### Wyścig
| P           | Nr | Kierowca              | Konstruktor                  | Okr. | Czas                       | Poz. s. | +/−       | Punkty |
| ----------- | -- | --------------------- | ---------------------------- | ---- | -------------------------- | ------- | --------- | ------ |
| 1           | 81 | Oscar Piastri         | McLaren-Mercedes             | 66   | 1:32:57,375                | 1       | Bez zmian | 25     |
| 2           | 4  | Lando Norris          | McLaren-Mercedes             | 66   | +2,471                     | 2       | Bez zmian | 18     |
| 3           | 16 | Charles Leclerc       | Ferrari                      | 66   | +10,455                    | 7       | 4         | 15     |
| 4           | 63 | George Russell        | Mercedes                     | 66   | +11,359                    | 4       | Bez zmian | 12     |
| 5           | 27 | Nico Hülkenberg       | Kick Sauber-Ferrari          | 66   | +13,648                    | 15      | 10        | 10     |
| 6           | 44 | Lewis Hamilton        | Ferrari                      | 66   | +15,508                    | 5       | 1         | 8      |
| 7           | 6  | Isack Hadjar          | Racing Bulls-Honda RBPT      | 66   | +16,022                    | 9       | 2         | 6      |
| 8           | 10 | Pierre Gasly          | Alpine-Renault               | 66   | +17,882                    | 8       | Bez zmian | 4      |
| 9           | 14 | Fernando Alonso       | Aston Martin Aramco-Mercedes | 66   | +21,564                    | 10      | 1         | 2      |
| 10          | 1  | Max Verstappen        | Red Bull Racing-Honda RBPT   | 66   | +21,826                    | 3       | 7         | 1      |
| 11          | 30 | Liam Lawson           | Racing Bulls-Honda RBPT      | 66   | +25,532                    | 13      | 2         |        |
| 12          | 5  | Gabriel Bortoleto     | Kick Sauber-Ferrari          | 66   | +25,996                    | 12      | Bez zmian |        |
| 13          | 22 | Yūki Tsunoda          | Red Bull Racing-Honda RBPT   | 66   | +28,822                    | PL      | 6         |        |
| 14          | 55 | Carlos Sainz Jr.      | Williams-Mercedes            | 66   | +29,309                    | 17      | 3         |        |
| 15          | 43 | Franco Colapinto      | Alpine-Renault               | 66   | +31,381                    | 18      | 3         |        |
| 16          | 31 | Esteban Ocon          | Haas-Ferrari                 | 66   | +32,197                    | 16      | Bez zmian |        |
| 17          | 87 | Oliver Bearman        | Haas-Ferrari                 | 66   | +37,065                    | 14      | 3         |        |
| NS          | 12 | Andrea Kimi Antonelli | Mercedes                     | 53   | NU (silnik)                | 6       |           |        |
| NS          | 23 | Alexander Albon       | Williams-Mercedes            | 27   | NU (uszkodzenia kolizyjne) | 11      |           |        |
| Źródło: FIA |    |                       |                              |      |                            |         |           |        |

### Najszybsze okrążenie
| Nr          | Kierowca      | Konstruktor      | Czas     | Okr. |
| ----------- | ------------- | ---------------- | -------- | ---- |
| 81          | Oscar Piastri | McLaren-Mercedes | 1:15,743 | 61   |
| Źródło: FIA |               |                  |          |      |

### Prowadzenie w wyścigu
| Nr                              | Kierowca       | Konstruktor                | Okrążenia   | Suma |
| ------------------------------- | -------------- | -------------------------- | ----------- | ---- |
| 81                              | Oscar Piastri  | McLaren-Mercedes           | 1–22, 29–66 | 60   |
| 1                               | Max Verstappen | Red Bull Racing-Honda RBPT | 23–28       | 6    |
| \| Wykres \| \| ------ \| \| \| |                |                            |             |      |
| Źródło: FIA                     |                |                            |             |      |
| Wykres                          |                |                            |             |      |
|                                 |                |                            |             |      |

## Klasyfikacja po wyścigu

### Kierowcy
| P           | +/–       | Kierowca              | Zgł. | Punkty | P1 | P2 | P3 | PP | NO | NS | NU | NW | DK |
| ----------- | --------- | --------------------- | ---- | ------ | -- | -- | -- | -- | -- | -- | -- | -- | -- |
| 1           | Bez zmian | Oscar Piastri         | 9    | 186    | 5  | –  | 3  | 4  | 2  | –  | –  | –  | –  |
| 2           | Bez zmian | Lando Norris          | 9    | 176    | 2  | 5  | 1  | 2  | 5  | –  | –  | –  | –  |
| 3           | Bez zmian | Max Verstappen        | 9    | 137    | 2  | 2  | –  | 3  | 1  | –  | –  | –  | –  |
| 4           | Bez zmian | George Russell        | 9    | 111    | –  | 1  | 3  | –  | –  | –  | –  | –  | –  |
| 5           | Bez zmian | Charles Leclerc       | 9    | 94     | –  | 1  | 2  | –  | –  | 1  | –  | –  | 1  |
| 6           | Bez zmian | Lewis Hamilton        | 9    | 71     | –  | –  | –  | –  | –  | 1  | –  | –  | 1  |
| 7           | Bez zmian | Andrea Kimi Antonelli | 9    | 48     | –  | –  | –  | –  | 1  | 2  | 2  | –  | –  |
| 8           | Bez zmian | Alexander Albon       | 9    | 42     | –  | –  | –  | –  | –  | 1  | 1  | –  | –  |
| 9           | 1         | Isack Hadjar          | 9    | 21     | –  | –  | –  | –  | –  | 1  | –  | 1  | –  |
| 10          | 1         | Esteban Ocon          | 9    | 20     | –  | –  | –  | –  | –  | 1  | 1  | –  | –  |
| 11          | 4         | Nico Hülkenberg       | 9    | 16     | –  | –  | –  | –  | –  | 1  | –  | –  | 1  |
| 12          | 1         | Lance Stroll          | 8    | 14     | –  | –  | –  | –  | –  | –  | –  | –  | –  |
| 13          | 1         | Carlos Sainz Jr.      | 9    | 12     | –  | –  | –  | –  | –  | 2  | 2  | –  | –  |
| 14          | Bez zmian | Pierre Gasly          | 9    | 11     | –  | –  | –  | –  | –  | 3  | 2  | –  | 1  |
| 15          | 2         | Yūki Tsunoda          | 9    | 10     | –  | –  | –  | –  | –  | 1  | 1  | –  | –  |
| 16          | Bez zmian | Oliver Bearman        | 9    | 6      | –  | –  | –  | –  | –  | 1  | 1  | –  | –  |
| 17          | Bez zmian | Liam Lawson           | 9    | 4      | –  | –  | –  | –  | –  | 2  | 2  | –  | –  |
| 18          | Bez zmian | Fernando Alonso       | 9    | 2      | –  | –  | –  | –  | –  | 3  | 3  | –  | –  |
| 19          | 2         | Gabriel Bortoleto     | 9    | 0      | –  | –  | –  | –  | –  | 2  | 2  | –  | –  |
| 20          | 1         | Jack Doohan           | 6    | 0      | –  | –  | –  | –  | –  | 2  | 2  | –  | –  |
| 21          | 1         | Franco Colapinto      | 3    | 0      | –  | –  | –  | –  | –  | –  | –  | –  | –  |
| Źródło: FIA |           |                       |      |        |    |    |    |    |    |    |    |    |    |

### Konstruktorzy
| P           | +/–       | Konstruktor                  | Zgł. | Punkty | P1 | P2 | P3 | PP | NO | NS | NU | NW | DK |
| ----------- | --------- | ---------------------------- | ---- | ------ | -- | -- | -- | -- | -- | -- | -- | -- | -- |
| 1           | Bez zmian | McLaren-Mercedes             | 18   | 362    | 7  | 5  | 4  | 6  | 7  | –  | –  | –  | –  |
| 2           | 2         | Ferrari                      | 18   | 165    | –  | 1  | 2  | –  | –  | 2  | –  | –  | 2  |
| 3           | 1         | Mercedes                     | 18   | 159    | –  | 1  | 3  | –  | 1  | 2  | 2  | –  | –  |
| 4           | 1         | Red Bull Racing-Honda RBPT   | 18   | 144    | 2  | 2  | –  | 3  | 1  | 2  | 2  | –  | –  |
| 5           | Bez zmian | Williams-Mercedes            | 18   | 54     | –  | –  | –  | –  | –  | 3  | 3  | –  | –  |
| 6           | 1         | Racing Bulls-Honda RBPT      | 18   | 28     | –  | –  | –  | –  | –  | 2  | 1  | 1  | –  |
| 7           | 1         | Haas-Ferrari                 | 18   | 26     | –  | –  | –  | –  | –  | 2  | 2  | –  | –  |
| 8           | 2         | Kick Sauber-Ferrari          | 18   | 16     | –  | –  | –  | –  | –  | 3  | 2  | –  | 1  |
| 9           | 1         | Aston Martin Aramco-Mercedes | 17   | 16     | –  | –  | –  | –  | –  | 3  | 3  | –  | –  |
| 10          | 1         | Alpine-Renault               | 18   | 11     | –  | –  | –  | –  | –  | 5  | 4  | –  | 1  |
| Źródło: FIA |           |                              |      |        |    |    |    |    |    |    |    |    |    |